# Jairo Guedez
Jairo Guedz (né Jairo Guedz Braga le 25 novembre 1968 à João Monlevade au Brésil) est un guitariste et bassiste brésilien. Il était le second guitariste du groupe de metal Sepultura entre 1985 et 1987 et a participé au projet éphémère Guerrilha, aux côtés de Igor et Max Cavalera et Sílvio SDN de Mutilator. Dans les années 1990 et au début des années 2000, Guedz a joué dans les groupes The Mist, Overdose et Eminence. Il est actuellement bassiste dans un groupe de reprises nommé Metallica Cover Brasil et travaille sur un autre projet musical. En plus de la musique, Guedz travaille comme miniaturiste, dirige un atelier et enseigne la peinture de miniatures. Il vit à Belo Horizonte et a deux fils, Igor et Érico Braga.

## Biographie
Guedz est né le 25 novembre 1968 à João Monlevade, une municipalité de l'État de Minas Gerais. Il s'intéresse à la musique à l'âge de 10 ans, en écoutant des disques d'Elvis Presley et découvre par la suite le hard rock et le heavy metal. Il cite parmi ses idoles Serge Gainsbourg, Leonard Cohen, James Hetfield et Lou Reed. Guedz commence à jouer de la musique à l'âge de 15 ans, inspiré par des groupes tels que Motörhead, Slayer, Voivod, Sacrifice, Possessed et Celtic Frost.

## Carrière

### Sepultura
En 1985, Guedz rencontre les frères Cavalera lors d'un concert à Belo Horizonte. Au début, une bagarre éclate entre Guedz et les Cavaleras quand ces derniers le confondent avec le frère d'un playboy local mais elle prend vite fin lorsqu'ils se rendent compte qu'il voulait seulement échanger des autocollants. Guedz est par la suite invité à une répétition de Sepultura au cours de laquelle il joue avec les membres. Il finit par rejoindre le groupe et enregistre avec eux l'EP Bestial Devastation qui sort en 1985 et l'album Morbid Visions qui sort en 1986. Durant ce passage il a adopte les pseudonymes "Tormentor" et "Jairo T.",.
En 1987, Guedz quitte Sepultura alors que le groupe était déjà en train de composer pour l'album Schizophrenia et il est remplacé une semaine plus tard par Andreas Kisser. Dans des entrevues ultérieures, il cite plusieurs raisons pour son départ, parmi lesquelles son désir de rechercher quelque chose de différent musicalement parlant,.
À ce jour, Guedz garde de très bonnes relations avec les anciens et actuels membres de Sepultura et les rejoint parfois sur scène pour jouer une ou plusieurs morceaux de Morbid Visions. En 2005, il joue les morceaux Necromancer et Troops of Doom avec Sepultura durant un concert qui est filmé pour le DVD Live in São Paulo. En 2012, il rejoint Cavalera Conspiracy sur scène au Music Hall à Belo Horizonte pour le morceau Troops of Doom.

### The Mist
En 1989, Guedz rejoint le groupe de thrash metal The Mist comme remplaçant des guitaristes Reinaldo « Cavalão » Bedran et Roberto « Beto » Lima. Il participe à l'enregistrement du second album, The Hangman Tree, qui sort en 1991 et bénéficie d'un certain succès au Brésil. La même année, le groupe se voit offrir un contrat par le label britannique Music For Nations, mais décline l'offre, une décision que Guedz admettra avoir regretté plus tard. À la suite du départ du chanteur, Vladimir Korg, The Mist continue comme trois pièces et enregistre en 1993 l'EP Ashes to Ashes, Dust to Dust. En 1995, le groupe sort l'album Gottverlassen et prend part au No Gods Tour où ils jouent une série de concerts tantôt en tête d'affiche, tantôt en ouverture pour Kreator. En 1997, les membres restant décident de mettre un terme à The Mist. Parallèlement, Guedz est contacté par Overdose pour remplacer leur guitariste Sérgio Cicohvicz et part en tournée avec le groupe en Europe et en Amérique, faisant la première partie de Mercyful Fate,.

### Éminence
En 1999, Guedz devient le bassiste du groupe Eminence qui a été fondé en 1995 par le guitariste Alan Wallace Bello. Guedz reste 6 ans dans la formation au cours duquel ils enregistrent les albums Chaotic System et Humanology, et entament une longue tournée en Europe et en Amérique du Sud. En 2006 Eminence annonce le départ de Guedz, évoquant des « raisons personnelles » et « conflits de planification ».

## Discographie
Eminence
- 1999 - Chaotic System
- 2003 - Humanology

Guerrilha
- 1986 - Live at Festival da Morte (Maquette)
- 1986 - Guerrilha (Maquette)

Sepultura
- 1985 - Bestial Devastation / Século XX (Split)
- 1986 - Rehearsal (Maquette)
- 1986 - Morbid Visions
- 1990 - The Lost Tapes of Cogumelo (Split)
- 1991 - Bestial Devastation (EP)

The Mist
- 1991 - The Hangman Tree
- 1993 - Ashes to Ashes, Dust to Dust (EP)
- 1995 - Gottverlassen